# Brachet noir et feu
Pour les articles homonymes, voir Brachet (chien).
Le brachet noir et feu ou brachet autrichien noir et feu est une race de chiens originaire d'Autriche. C'est un chien courant de taille moyenne, de construction solide et d'allure allongée avec une robe noire et feu. Il est utilisé comme chien de chasse et chien de recherche au sang, notamment en montagne.

## Historique
Le brachet noir et feu est considéré par les promoteurs de la race comme un descendant du brachet celtique. Les origines de la race ne sont certaines qu'à partir du milieu du XIXe siècle.

## Standard

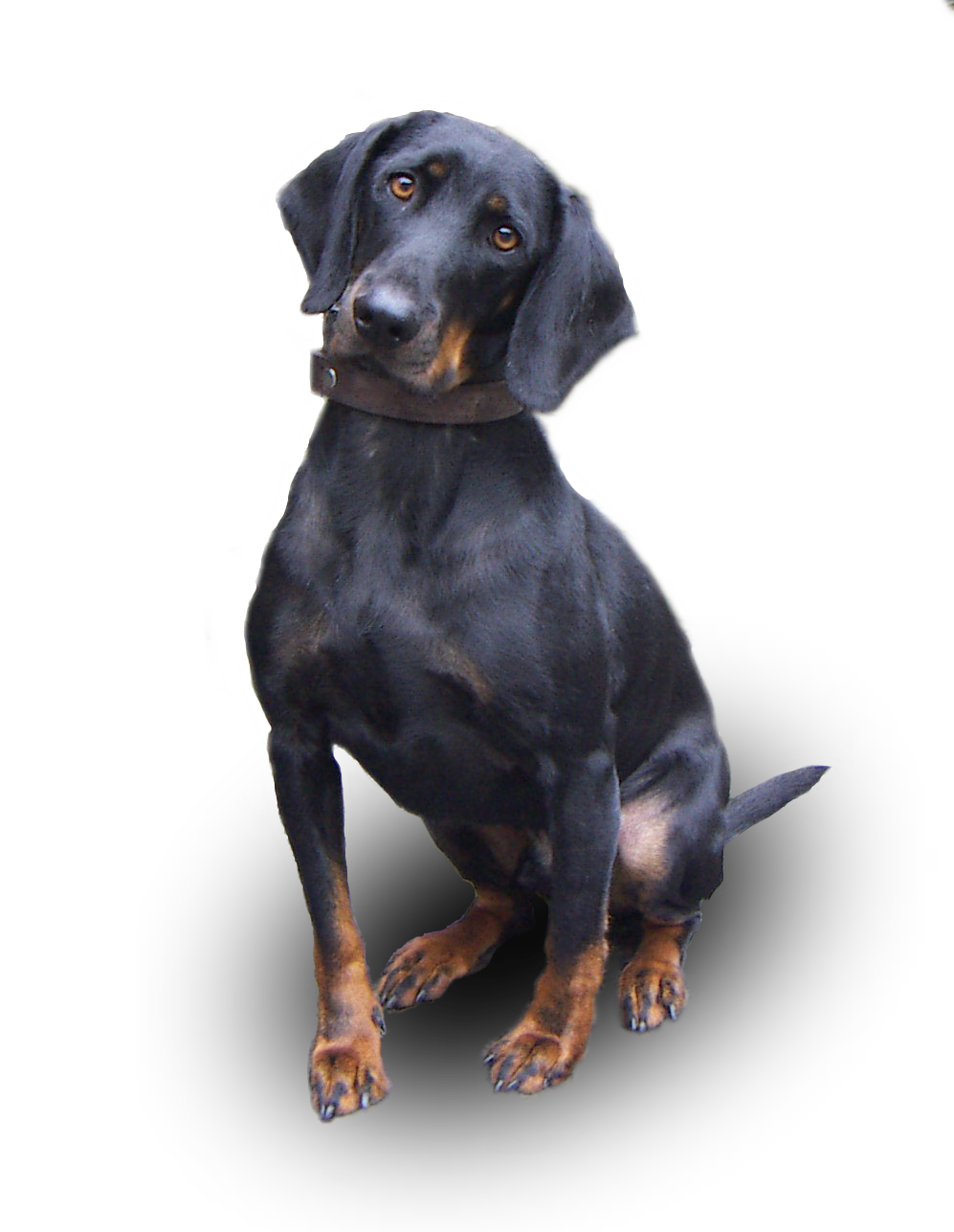
Brachet noir et feu.

Le brachet noir et feu est un chien courant de taille moyenne, de construction solide et allongée. La longue queue s’amenuise progressivement. Elle est portée légèrement recourbée en action et pendante au repos. La face inférieure forme une bosse de poil rêche pas trop dure. Le crâne large montre une région occipitale faiblement marquée. Les yeux sont de couleur marron foncé, sans conjonctive visible à l’angle de l’œil. De longueur moyenne, les oreilles de largeur moyenne sont attachées haut et s’arrondissent vers l’extrémité.
D’une longueur d’environ deux centimètres, le poil est lisse, bien couché, dense, serré, avec un reflet soyeux. La couleur est le noir avec des marques feu nettement délimitées de couleur fauve clair à foncé. Deux marques feu quatroeillent les yeux.

## Caractère
Le standard FCI décrit le brachet noir et feu comme de caractère agréable. C'est un chien attentif, qui sent tout particulièrement l'état émotif de son maître, vif, réservé sans être timide.

## Utilité
Le brachet noir et feu est un chien courant et de recherche au sang utilisé pour la chasse au lièvre. Sûr de lui, le nez fin, c'est un chien bien gorgé et qui a du perçant. Il est adapté au travail en haute montagne, mais aussi en plaine.